# Josef Krahé

Josef Krahé, Foto: Selma Genthe

Josef Krahé (* 9. März 1884 in Mühlheim; † 9. Oktober 1952 in Leipzig) war ein deutscher Schauspieler, Hörspielsprecher, Regisseur und Schriftsteller.

## Leben
Der Sohn des Architekten und Stadtverordneten Johann Joseph Krahé (* 29. Mai 1845 in Mühlheim; † 15. April 1898, ebd.) und dessen Ehefrau Maria, geborene Robbert-Hintler (* 23. März 1853 in Beckum; † 13. März 1911 in Mühlheim), debütierte 1909 am Fürstlichen Hoftheater in Detmold. Ab 1922 gehörte er dem Ensemble des Leipziger Schauspielhauses an, an dem er sowohl im komischen Fach als auch im modernen Drama reüssierte und zudem als Regisseur in Erscheinung trat.
Zugleich war er einer der ersten Sprecher im Deutschen Rundfunk. Bei der Mitteldeutschen Rundfunk AG stieg er in den Zwanziger Jahren zum Chefsprecher, Hörspielleiter und Reporter auf.
Seit 1910 war er verheiratet mit Eugenie Schwaab (* 27. Januar 1892 in Wien). Der Ehe entstammten die Söhne Karl Josef (* 1911) und Alfred Leo (* 1913). 
Aus der außerehelichen Beziehung mit Inge Hilbert (* 17. Januar 1915 in Leipzig; † 2006 in Lilienthal) ging Peter Krahé (* 15. April 1941 in Gotha) hervor.

## Werke
- Heimkehrlager Friedland. Zentrale deutscher Not. Friedland/Leine 1949.

## Hörspiele (Auswahl)
Die ARD-Hörspieldatenbank enthält (Stand: November 2023) für den Zeitraum von 1924 bis 1929 insgesamt 61 Datensätze, bei denen Josef Krahé als Regisseur und Sprecher geführt wird. Hierbei muss berücksichtigt werden das die Jahrgänge von 1930 bis Kriegsende 1945 in der Datenbank noch nicht erfasst sind.
Sendespiele (Hörspielbearbeitungen), wenn nicht anders angegeben:
- 1924: Johann Wolfgang von Goethe: Egmont (Graf Egmont) – Regie: Nicht angegeben (MIRAG)
- 1924: Johann Wolfgang von Goethe: Egmont (Graf Egmont) – Regie: Alfred Szendrei (MIRAG)
- 1927: Franz Werfel Juarez und Maximilian. Dramatische Historie in drei Phasen und 13 Bildern (Regie und Sprecher des Maximilian) (MIRAG)
- 1928: Gustav Freytag: Die Journalisten. Lustspiel in vier Folgen (Prof. Oldendorf, Redakteur) – Regie: Julius Witte (MIRAG)
- 1928: Johann Wolfgang von Goethe: Stella. (Regie) (MIRAG)
- 1928: Lew Tolstoi: Und das Licht scheinet in der Finsternis (Priester/Der Stabsarzt) – Regie: Hans Peter Schmiedel (MIRAG)
- 1928: Gotthold Ephraim Lessing: Minna von Barnhelm. Sieben Szenen (Major von Tellheim, verabschiedet) – Regie: Hans-Peter Schmiedel (MIRAG)
- 1929: Arno Fritz Kurt Schirokauer: Ozeanflug (Regie) (Original-Hörspiel – MIRAG)
- 1929: Theodor Heinrich Mayer: Einsturz. Ein Hörspiel (Regie) (Originalhörspiel – MIRAG)
- 1929: Friedrich Schiller: Zum Gedächtnis Friedrich von Schillers: An die Freude und Die Rütliszene aus Wilhelm Tell (Regie) (MIRAG)
- 1929: Anton Tschechow: Der Bär. Einakter (Regie) (MIRAG)
- 1929: Anton Tschechow: Ein Heiratsantrag. Ein Einakter (Regie) (MIRAG)
- 1929: Alfred Wolfenstein: Die Nacht vor dem Beil. Drama in neun Bildern (Regie) (MIRAG)
- 1929: Herbert Schönlank: Der Tunnel von Goroje (Regie) (MIRAG)
- 1929: Herbert Schönlank: Wiedergeburt (Regie) (MIRAG)
- 1929: Robert Walter: Der saturnische Liebhaber. Eine Tragikomödie in drei Akten (Regie) (MIRAG)
- 1929: Waldfried Burggraf: Elmsfeuer am Mast. Ein Akt (Regie) (MIRAG)
- 1929: Max Grube: Johann Sebastian Bach. Hörspiel in einem Akt (Regie) (MIRAG)

Quelle: ARD-Hörspieldatenbank